# 韩家乡
韩家乡是中国陕西省咸阳市彬县下辖的一个乡。

## 行政区划
韩家乡下辖以下行政区：
韩家村、雷家村、魏兴村、先锋村、任石村、龙尾沟村、鹅池村、元朝村、太光村